# サバ・ロブザニジェ
サバ・ロブザニジェ（グルジア語: საბა ლობჟანიძე、1994年12月18日 - ）は、ジョージア・トビリシ出身のサッカー選手。アトランタ・ユナイテッドFC所属。ジョージア代表。ポジションはMF。

## 経歴
2017年6月、レンジャーズFCと3年契約を結んだ。
2020年1月30日、MKEアンカラギュジュに加入した。
2021年6月、ハタイスポルと3年契約を結んだ。
2023年8月、アトランタ・ユナイテッドFCに3年契約で移籍した。

### 代表歴
2017年1月23日のウズベキスタン代表との親善試合でA代表デビューし、2得点を挙げた。

## タイトル
ディナモ・トビリシ
- エロヴヌリ・リーガ：2015-16
- サカルトヴェロス・タシ：2014-15, 2015-16
- サカルトヴェロス・スペルタシ：2015